# Petroleumbolag
Petroleumbolag (även kallat oljebolag), är ett bolag som hanterar petroleum eller dess produkter. Många petroleumbolag driver bensinstationer, ibland under ett särskilt varumärke.

## Internationella petroleumbolag
| - Arbusto Energy - Anadarko Petroleum Corporation, USA - BHP Billiton, Australien - BP, Storbritannien - Chevron, USA - Citgo, USA - Conoco Phillips, USA - DNO, Norge - Ecopetrol, Colombia - Eni, Italien - Exxon Mobil, USA - Gulf Oil, USA - Hess Corporation, USA - Husky Energy, Kanada - Irving Oil, Kanada - Koch Oil - Kerr McGee, USA - Lundin Petroleum, Sverige - Lukoil, Ryssland - Marathon Oil Corporation, USA - Marathon Petroleum Corporation, USA - Neste Oil, Finland - Norsk Hydro, Norge - Nynas, Sverige - PA Resources AB, Sverige - PDVSA, Venezuela | - Petrobras, Brasilien - Petroleos Mexicanos, Mexiko - Petro Canada, Kanada - Petro Peru, Peru - Petro Kina, Kina - Petronas, Malaysia - Phillips 66, USA - Phillips Petroleum, USA - Pioneer Natural Resources, USA - Preem, Sverige - Qatar Petroleum - Repsol, Spanien - Santos, Australien - Shell, Storbritannien - Sonangol, Angola - Statoil, Norge - Talisman Energy - Tanganyika Oil, Kanada Sverige - Teikoku Oil Co - Total Energies, Frankrike - West Siberian, Sverige - Woodside Petroleum, Australien - YPF, Argentina - YPFB, Bolivia - YUKOS, Ryssland - Pallas Oil AB, Sverige |